# Cauca (Hispania)
Cauca era un asentamiento vacceo de la península ibérica dentro de la Hispania Citerior. En el siglo III aparece relacionada como ciudad en el Itinerario de Antonino XXIV de Mérida a Zaragoza, entre las plazas de Nivaria y Segovia. Actualmente corresponde con la villa segoviana de Coca.
En la Segunda Edad del Hierro, a partir del 500 a. C., la ciudad de "Cauca" de los textos clásicos, es una de las ciudades más prósperas del valle del Duero. Tiene entre 6 y 8 mil habitantes, un urbanismo plenamente desarrollado, unos órganos de gobierno independientes, y una economía diversificada (incluyendo el comercio). Es, como el resto de ciudades vacceas, una ciudad-estado dirigida por una aristocracia guerrera, muy potente política y militarmente y, gracias a su particular situación estratégica, fácilmente defendible al encontrarse entre los profundos tajos de los ríos Eresma y Voltoya. Completa esta defensa natural con una potente muralla como señalan los autores latinos. 
Roma logra doblegar su resistencia en el año 151 a. C. solo por medio de un cruel engaño, narrado por Apiano, quien eleva la cifra de sus habitantes a 20.000. Poco después, en el 134 a. C., Escipión, de paso hacia Numancia, permite repoblar de nuevo la ciudad. Nuevamente destruida en las Guerras Sertorianas (74 a. C.) logra rehacerse económicamente en los siglos posteriores.
El Bronce de Montealegre de Campos constata cómo Cauca en el siglo II ya gozaba del privilegio de ser municipium romano. Durante los siglos IV y V, Cauca tendrá una notable importancia en el contexto de Hispania.
Numerosas villas romanas en sus alrededores atestiguan la existencia de una rica economía agrícola. Es ahora cuando aparece aquí asentada una rica aristocracia romana que llegará a regir los destinos del imperio en su tramo final: Teodosio el Grande, que tal vez nació en esta ciudad (o en Itálica) es el reflejo del dominio en Roma de este clan hispano.